# Michaël Youn
Michaël Youn (* 2. Dezember 1973 in Suresnes; eigentlich Michaël Benayoun) ist ein französischer Schauspieler, Musiker und Komiker.

## Leben
Nach seiner Ausbildung als Radiosprecher und Theaterschauspieler kam Youn 1998 zum Pariser Jugendradio Skyrock. Dort war er im Morgenprogramm für Sketche und Unterhaltung zuständig.
Seine Popularität und sein Erfolg beim größten französischen Privatsender führte dazu, dass auch die Fernsehmacher auf ihn aufmerksam wurden und so wurde er im Juli 2000 für das neue Morgenprogramm „Morning Live“ des Fernsehsenders M6 engagiert. Zusammen mit Vincent Desagnat und Benjamin Morgaine sorgte er für den Unterhaltungsteil. Neben Sketchen und öffentlichen Aktionen, wie zum Beispiel einem Schaumbad in einem Pariser Brunnen, waren ihre Parodien besonders erfolgreich. Besonders die Musikszene von Jean Michel Jarre über die Casting-Popstars und den Grand Prix bis zu den französischen Rappern war Ziel ihres Spotts.
Der Erfolg von „Morning Live“ hing zu einem großen Teil an Youn und seinen Kollegen, was besonders deutlich wurde, als sie nach zwei Jahren einen schöpferischen Wechsel benötigten und die Show verließen. Ein Jahr lief die Sendung noch wenig erfolgreich weiter, dann wurde sie eingestellt.
Youn, Desagnat und Morgaine machten sofort nach ihrem Abschied 2002 aus einer ihrer Parodien ein Musikprojekt: Das Matrosentrio Piotr, Olaff und Dvorjak aus dem osteuropäischen Slowakistan, die Bratisla Boys, schickten sie mit dem Titel Stach Stach auf den westlichen Musikmarkt. Die skurrile Nummer wurde ein großer Erfolg und hielt zehn Wochen lang Platz 1 der französischen Verkaufscharts. Auf einer Auswertung von 2004 war die Single unter den meistverkauften Singles aller Zeiten in Frankreich auf Platz 30. Und auch bis in die Schweiz hinein reichte die Popularität von Youn & Co., wo sie Platz 2 der Hitparade erreichten. Am 7. Juli 2002 beendeten sie das Projekt wieder, indem sie das spurlose Verschwinden der Bratisla Boys auf dem Toten Meer bekannt gaben.
Noch im selben Jahr drehte Michaël Youn mit Vincent Desagnat unter Regie von dessen Bruder François Desagnat den Film La Beuze. In der Filmkomödie spielt er Alphonse, den unbekannten Sohn von Soul-Legende James Brown, auf dem Weg mit Hindernissen zu einer eigenen Musikkarriere. Dabei kreierte er seinen eigenen fiktiven Musikstil, eine Mischung aus Funk und Rap genannt Frunkp.
Der Titel Le frunkp erschien daraufhin auch als Single und erneut schaffte Michaël Youn alias Alphonse Brown einen Nummer-1-Hit in Frankreich und diesmal erreichte er auch in der Schweiz Platz 1.
Neben einem eigenen Comedy-Programm namens Pluskapoil, mit dem er 2003/04 und mit einer Fortsetzung ab 2005 auf Tournee ging, machte er in den folgenden Jahren auch mit Musik und mit Filmrollen weiter.
Musikalisch folgten Les Conards mit Comme des Conards, einer Version des Rockhits My Sharona von The Knack, das in Frankreich und der Schweiz erfolgreich war. Filmisch folgten einige kleinere Rollen in größeren Produktionen sowie 2004 Les 11 commandements, eine französische Filmversion der MTV-Serie Jackass, wieder im Trio mit Desagnat und Morgaine.
Es folgte 2005 die Rolle des Iznogoud in der Verfilmung der gleichnamigen Comicserie (deutsch Isnogud) und 2006 die Hauptrolle in der Filmkomödie Incontrôlable, in der sein Körper einen eigenen Willen entwickelt und ihn in peinliche Situationen bringt. Beide kamen aber sowohl bei den Besuchern als auch bei der Kritik nur mittelmäßig an. In beiden Filmen waren auch Desagnat und Morgaine wieder in kleineren Rollen zu sehen. Immerhin hatte Youn als Iznogoud mit dem Titellied einen weiteren Top-20-Hit.

## Fatal Bazooka
Ende 2006 griffen sie dann wieder eine Parodie aus Morning-Live-Zeiten auf und gaben die Hardcore-Rapper Fatal Bazooka, Profanation Funky und La Marmotte Infernale mit ihren Rapper-Kapuzen. Im Hardcore-Stil rappten sie Fous ta cagoule (Inhalt: Es ist Winter, es ist kalt, ziehe dir die Kapuze über) erneut bis auf Platz 1 der französischen Charts.
In dem Lied werden mehrere Repräsentanten des französischen Raps parodiert, insbesondere Grand Corps Malade und Booba. Beim zugehörigen Videoclip führte Nicolas Benamou Regie.
- Fatal SSA, « Fou ta cagoule » (Video der Feuerwehr des Flughafens Genf Cointrin)

Weihnachten 2006 drehten die Feuerwehrleute des Flughafens Genf-Cointrin, die sich in ihrem Hauptquartier während der Abwesenheit des Vorgesetzten langweilten, auf der Rollbahn und im Gebäude ein eigenes Video dazu.
Dieses Video namens «Fatal SSA (Service de Sécurité de l'Aéroport): Fou ta cagoule» genoss großen Zuschauererfolg im Internet (Laut der Nachrichtensendung 10vor10 (Sendung vom 22. Januar 2007) haben das Video im Internet 130 000 Personen angeschaut.) Aber manche politische und direkte Vorgesetzte der Feuerwehrleute haben es kritisiert, da darin echte Uniformen missbraucht werden.
Anfang 2007 folgte dann die zweite Single von Fatal Bazooka und diesmal wirkte außerdem einer der bekanntesten französischen Musiker mit, Pascal Obispo, der sich bei Mauvaise foi nocturne (La réponse) hinter dem Namen Vitoo verbarg. Das Stück ist eine parodistische Antwort auf die Confessions nocturnes der Rapperin Diam’s zusammen mit der R&B-Sängerin Vitaa, die 2006 allerdings kein Charthit gewesen waren.
Ende 2007 folgte dann bei Parle à ma main die Zusammenarbeit mit der Sängerin Yelle und die Einführung der Figur von Christelle Bazooka, der jüngeren Schwester von Fatal. Die Zusammenarbeit sicherte Youn und Kollegen die dritte Nummer 1 in Folge in Frankreich.

## Diskografie
- Bratisla Boys – Stach Stach (2002)
- Alphonse Brown – Le frunkp (2003)
- Les Conards – Comme des Connards (2004)
- Iznogoud – Iznogoud (2005)
- Fatal Bazooka – Fous ta cagoule (2006)
- Fatal Bazooka feat. Vitoo – Mauvaise foi nocturne (2007)
- Fatal Bazooka – T’as Vu (2007, LP)
- Fatal Bazooka – J’aime trop ton boule (2007)
- Fatal Bazooka feat. Yelle et Christelle – Parle à ma main (2007)

## Filmografie
- 2000: La Malédiction de la mamie
- 2003: La Beuze
- 2003: Chouchou
- 2003: Les clefs de bagnole
- 2004: Le Carton
- 2004: In 80 Tagen um die Welt
- 2004: Les 11 commandements
- 2005: L’un reste, l’autre part
- 2005: Isnogud – Der bitterböse Großwesir (Iznogoud)
- 2006: Incontrôlable
- 2007: Helden (Héros)
- 2010: Paris Express (Coursier)
- 2009: Lucky Luke (Lucky Luke)
- 2010: Fatal
- 2012: Kochen ist Chefsache (Comme un Chef)
- 2013: Vive la France – Gesprengt wird später (Vive la France)
- 2016: Das Gespenst von Canterville (Le fantôme de Canterville)
- 2018: Meine wunderbare Scheidung (Brillantissime)
- 2023: Die Studentenvertretung (BDE)